# ماريلو
ماريلو هي موسيقية ومغنية كندية، ولدت في 20 سبتمبر 1990 في لونغوي في كندا.

## وصلات خارجية
- الموقع الرسمي
- ماريلو على موقع IMDb (الإنجليزية)
- ماريلو على موقع ميوزك برينز (الإنجليزية)
- ماريلو على موقع أول ميوزيك (الإنجليزية)
- ماريلو على موقع أول ميوزيك (الإنجليزية)
- ماريلو على موقع ديسكوغز (الإنجليزية)
- ماريلو على موقع قاعدة بيانات الفيلم (الإنجليزية)